# スィノプ県
スィノプ県（スィノプけん、トルコ語: Sinop ili）は、トルコ、黒海地方の県。黒海地方中部の黒海沿岸に位置している。県境475kmのうち175kmは海岸線に接している。東から時計回りにサムスン、チョルム、カスタモヌの各県と接している。

## 歴史
- 2021年8月10日 - 集中豪雨により洪水が発生。2人が死亡したほか多くの住民が避難した[1]。

## 自治体
スィノプ県には9つの自治体が属している。
- スィノプ（Sinop）
- アヤンジュク（Ayancık）
- ボヤバット（Boyabat）
- ディックメン（Dikmen）
- ドゥラアン（Durağan）
- エルフェレク（Erfelek）
- ゲルゼ（Gerze）
- サライデュジュ（Saraydüzü）
- テュルケリ（Türkeli）